# Evermoor
Evermoor è una miniserie televisiva britannica del 2014 composta da quattro puntate.
Ha esordito sulla versione di Disney Channel britannico-irlandese il 10 ottobre 2014. A seguito del buon riscontro di pubblico ottenuto, dall'anno seguente è stata prodotta una serie televisiva vera e propria, con una prima stagione composta da 24 episodi: Le cronache di Evermoor, della quale è considerata la serie pilota.

## Trama
La storia racconta le vicende di Tara Crossley. Tara si trasferisce dagli Stati Uniti in un piccolo paesino nella campagna inglese, Evermoor, con la sua nuova famiglia ricomposta. Sua madre, scrittrice, si è sposata con un avvocato, che ha due figli: Sebastian "Seb" e Bella. La zia di Tara e suo fratello minore Jake, Bridgette, è morta e ha lasciato in eredità alla famiglia la sua tenuta. Tara scopre subito che Evermoor nasconde molti segreti e che in una stanza nella loro tenuta si nasconde un enorme arazzo custodito dall'intrigante Esmeralda e dal circolo delle Everine, delle donne incappucciate con un mantello viola che vantano di predire il futuro cucendo sull'arazzo. Tara si innamora anche di Cameron, un ragazzo affascinante, ma dovrà contendersi l'amore di Cameron con la sua sorellastra Bella, anch'ella innamorata del ragazzo. Le Everine, per cucire nell'arazzo, si servono del filo d'oro che riesce a filare Flynn, il ragno di Cameron. Seb si innamora di Sorsha, una ragazza intelligente che si prepara ad entrare nel circolo delle Everine, nonché figlia del sindaco di Evermoor. Ma la sua relazione con Sorsha è quasi impossibile dato che nessuna Everine può avere una relazione. Il grande arazzo predice che presto arriverà la Suprema Everine, la più potente delle Everine che non solo può predire il futuro ma può anche cambiarlo e modificarlo a suo piacere. Tara scopre che sua zia Bridgette ha solo inscenato la sua morte e si è sempre nascosta nel faro. Bridgette era una Everine, ma poi abbandonò il circolo e inscenò la sua morte. Le Fondatrici escono dalla Lanterna magica e rivelano a Tara che è proprio lei la Suprema Everine. Tara dovrà utilizzare subito i suoi poteri per salvare la sua famiglia. Infatti Esmeralda farà in modo che la famiglia scompaia rimuovendo il filo della predizione dei Crossley. In realtà, Cameron lavora per Esmeralda perché lei lo tiene per il collo dicendogli che quando avrà scoperto chi è la Suprema, lei gli dirà dove si trova sua madre. Per Tara, Seb, Bella e Cameron sono solo appena iniziate le avventure.

## Personaggi e interpreti
- Tara Crossley, interpretata da Naomi Sequeira e doppiata da Lucrezia Marricchi.
Tara si trasferisce con la sua nuova famiglia dagli Stati Uniti in un paesino sperduto nella campagna inglese, Evermoor. È la sorella maggiore di Jake e sorellastra di Bella e Sebastian.
- Sebastian "Seb" Crossley, interpretato da George Sear e doppiato da Mirko Cannella.
È il fratellastro di Tara e Jake, gemello di Bella. È molto intelligente, pratico e ingegnoso, ma anche abbastanza carino. Ha una cotta per la figlia del sindaco, Sorsha Doyle.
- Bella Crossley, interpretata da Georgia Lock e doppiata da Ludovica Bebi.
È la sorellastra di Tara e Jake, nonché gemella di Seb. È viziata e gelosa delle attenzioni di Cameron per Tara, infatti fra le due c'è molta rivalità.
- Jake Crossley, interpretato da Georgie Farmer e doppiato da Riccardo Suarez.
È il fratellino di Tara e fratellastro di Bella e Seb. È il migliore amico di Ludo e lo aiuta sempre nelle strambe imprese che si mette in testa. È intelligente ma testardo: non ascolta mai gli altri.
- Fiona Crossley, interpretata da Belinda Stewart-Wilson e doppiata da Laura Romano.
È la madre di Tara e Jake. È una scrittrice e si è trasferita a Evermoor nella vecchia casa della Zia Bridget con la sua famiglia.
- Rob Bailey, interpretato da Dan Fredenburgh e doppiato da Vittorio Guerrieri.
È il padre di Bella e Seb e il marito di Fiona.
- Cameron "Cam", interpretato da Finney Cassidy e doppiato da Manuel Meli.
È il rubacuori di Evermoor e fa colpo sia su Tara che su Bella, facendo litigare le due.
- Sorsha Doyle, interpretata da Jordan Loughran e doppiata da Emanuela Ionica.
È la figlia del sindaco Doyle che studia per diventare una Everine. È attratta da Seb, ma non può distrarsi dallo studio.
- Sindaco Chester Doyle, interpretato da Clive Rowe e doppiato da Roberto Stocchi.
È il sindaco della città. Fa praticamente tutti i lavori esistenti.
- Ludo, interpretato da Alex Starke e doppiato da Francesco Almone.
È il migliore amico di Jake ed è definito strambo.
- Crimson, interpretata da Margaret Cabourn-Smith e doppiata da Cinzia Villari.
- Esmerelda Dwyer, interpretata da Sharon Morgan e doppiata da Marina Tagliaferri.
È il capo del Circolo delle Everine. È molto severa, soprattutto con Tara. È intransigente ed è sempre attenta alle cose che fanno gli altri.
- Zia Bridget, interpretata da Georgie Glen e doppiata da Aurora Cancian.
Ha inscenato la sua morte prima dell'arrivo di Tara e della sua famiglia. L'unica a sapere della sua esistenza è Tara stessa.

## Puntate
Nel Regno Unito e in Irlanda la miniserie è stata trasmessa dal 10 al 31 ottobre 2014. In Italia le quattro puntate sono andate in onda senza titolo su Disney Channel il 20 e il 21 dicembre 2014. Sono andate in onda anche rieditate come film TV di 82 minuti, intitolato Evermoor Movie.
| n° | Titolo originale       | Prima TV Regno Unito | Prima TV Italia  |
| -- | ---------------------- | -------------------- | ---------------- |
| 1  | The Mysteryous Village | 10 ottobre 2014      | 20 dicembre 2014 |
| 2  | Fire in House          | 17 ottobre 2014      | 20 dicembre 2014 |
| 3  | Magical Typewriter     | 24 ottobre 2014      | 21 dicembre 2014 |
| 4  | Supreme Everine        | 31 ottobre 2014      | 21 dicembre 2014 |

### The Mysteryous Village
- Titolo originale: The Mysteryous Village
- Diretto da: Chris Cottam
- Scritto da: Bede Blake

#### Trama
Tara, un'adolescente americana, amante della scrittura si trasferisce in un piccolo villaggio del Regno Unito chiamato Evermoor e la loro casa sarà un antico e vecchio palazzo (più precisamente, è la vecchia casa di Zia Bridget), al cui interno si trova una stanza segreta con un misterioso arazzo che predice il futuro solo cucendolo con ago e filo. Nella casa abita una donna di nome Esmeralda che è una delle tante Everine, donne incappucciate di viola che si riuniscono nella stanza dell'arazzo per predire il futuro grazie al filo dorato, un filo magico senza il quale il futuro non potrà essere predetto. L'arazzo predice che, nella casa, avverrà un incendio, e così accade. Tara scoprirà che sull'arazzo vi è uno strano simbolo ed Esmeralda le rivela che il filo non deve essere mai scucito poiché la suprema Everine sta arrivando e da quel momento iniziano i misteri.

### Fire in House
- Titolo originale: Fire in House
- Diretto da: Chris Cottam
- Scritto da: Bede Blake

#### Trama
Tara trova dietro l'arazzo un biglietto sul quale è scritto che la verità è nel faro. Quindi Tara e Seb, il suo fratellastro, cominciano ad indagare. Quella stessa notte, Tara va nel faro dove trova una vecchia macchina per scrivere e scoprirà che tutto quello che scriverà si avvererà, ma tutto quello che si avvera grazie alla macchina dopo un po' di tempo diventa grigio e perde la magia. Nel frattempo Esmeralda con le altre Everine porta un vecchio baule sulla tomba della zia di Tara che tutti credono morta. Nel mentre, Tara si innamora di Cameron ma anche Bella, sua sorellastra, se ne innamora. La sera stessa, Bella va a un appuntamento nella brughiera con Cameron, però Tara è gelosa e scrive sulla macchina per scrivere che Bella sprofonda nella terra. Poco dopo però se ne pente e cerca di salvarla dalle sabbie mobili. Riesce a salvare Bella, però lei rimane bloccata. Mentre Tara vorrebbe che tutto questo non fosse accaduto, arriva un uomo mascherato che le dice di stare lontana da Esmeralda.

### Magical Typewriter
- Titolo originale: Magical Typewriter
- Diretto da: Chris Cottam
- Scritto da: Bede Blake

#### Trama
Si scopre che l'uomo mascherato altri non è che la zia di Tara, Bridget, che tutti credevano morta da un pezzo. Dopo l'incidente nelle sabbie mobili, Tara e Bella sono a riposare, però Tara non si arrende e dice a Seb di indagare e spiare Esmeralda. Quello stesso giorno Esmeralda vuol far bere alla madre di Tara una pozione molto pericolosa, che però riesce a salvare la madre. Nel frattempo, Esmeralda minaccia Tara dicendole di andar via dal villaggio poiché l'arazzo non predice più il futuro perché la suprema Everine sta per arrivare e il filo dorato è terminato. Esmeralda ha minacciato Cameron che se la aiuterà gli darà informazioni su sua madre, così Cameron accetta. Volendo scoprire di più sull'arazzo e sul misterioso simbolo, Tara si maschera da allieva Everine per sapere cosa significa il filo dorato intrecciato sull'arazzo. Esmeralda capisce che la ragazza è Tara, ma quest'ultima riesce a nascondersi in un posto segreto dove trova sua zia Bridget, che in realtà è viva.

### Supreme Everine
- Titolo originale: Supreme Everine
- Diretto da: Chris Cottam
- Scritto da: Bede Blake

#### Trama
Bridget rivela a Tara che è proprio la nipote la suprema Everine e che è sempre stata lei a possedere il filo dorato. Nel frattempo, Esmeralda inizia a scucire il ritratto della famiglia di Tara dall'arazzo e da lì iniziano a poco a poco a scomparire. Durante la cerimonia delle future Everine, Tara scopre che è stato lo stesso Cameron ad incendiare la stanza. Così Tara, con l'aiuto della zia, arriva nella stanza segreta, dove però la zia le rivela che solo lei può riportare indietro la sua famiglia. Tara inizia a ricucire il ritratto della sua famiglia, quando, all'ultimo minuto, il filo dorato è quasi finito. Tara, però, deve scegliere se ricucire se stessa oppure Seb. Tara fa la sua scelta e ricuce Seb sull'arazzo, mentre lei svanisce nel nulla, diventando così una Everine.
Il giorno dopo però, nessuno si ricorda di lei, e quest'ultima capisce che non c'è nessun modo per tornare indietro. Ma Tara capisce anche che nella scatola dove è contenuto il ragno di Cameron troverà un filo dorato e, toccandolo, ritorna alla sua vita normale. Tara e Cameron si fidanzano e si godono la loro meritata vittoria. Ma i misteri di Evermoor non sono finiti. Da qui parte la prima stagione della serie Le cronache di Evermoor.

## Distribuzione internazionale
Nel Nord America Evermoor ha esordito una settimana dopo rispetto al Regno Unito, il 17 ottobre 2014 su Disney Channel. Tra ottobre e novembre 2014 è andata in onda anche su Disney Channel America Latina, Disney Channel Brasile, Disney Channel Australia e Disney Channel Scandinavia. Su Disney Channel Francia la miniserie è andata in onda dal 29 novembre 2014 con il titolo Evermoor - L'heritage maudit, mentre in Italia, sempre su Disney Channel, dal 20 dicembre 2014.

## Sequel
Dal 2015 è prodotta Le cronache di Evermoor (The Evermoor Chronicles), serie televisiva che si pone come seguito della miniserie, con medesimi attori e personaggi.